# 作戦情報センター
座標: 北緯50度19分39秒 東経7度11分04秒 / 北緯50.327491度 東経7.184393度
作戦情報センター（さくせんじょうほうセンター、ドイツ語：Zentrum Operative Information、略称：ZOpInfo）は、ドイツ戦力基盤軍に存在する機関（センター）の一つ。戦力支援司令部隷下のドイツ連邦軍における作戦情報（心理戦）の中核的拠点（旧称は心理戦、のちに心理防護）。作戦情報センターはラインラント＝プファルツ州マイエンに所在している。
　

## 任務
作戦情報センターの部隊は対立している敵軍や中立的立場にある軍隊および外国人などに対して心理操作を図ることにある。作戦形態の名称変更は彼らの行動や態度を原因としている。
作戦情報センターの主要任務は、連邦軍展開地域におけるドイツ軍将兵のケア拠点としてラジオ・アンダーナッハを運営している。更に軍首脳部提供による出動撮影隊（EKT）を運用している。また、連邦軍出動指揮司令部の指揮・命令に関わる諸活動に必須の状況判断に資するため、直接視覚的に支援する。

## 編制
作戦情報センターは技術的には部隊公式としてドイツ戦力基盤軍戦力支援司令部に直属しており、センター長には大佐が充てられる。センターには第950作戦情報大隊（旧第950心理戦大隊）と国外作戦のために1個大隊がコブレンツにて編成されている。

## 歴代センター長
| 代 | 氏名                                              | 着任          | 離任          |
| -- | ------------------------------------------------- | ------------- | ------------- |
| 1  | ハンス＝ヨアヒム・アーヌス大佐 Hans-Joachim Annuß | 2002年10月1日 | 2004年2月     |
| 2  | ディーター・ラター大佐 Dietger Lather             | 2004年2月     | 2009年7月23日 |
| 3  | ヴォルフガング・リヒター大佐 Wolfgang Richter     | 2009年7月23日 |               |